# Läkumätas
Läkumätas est une île d'Estonie.